# 지포스 16 시리즈
지포스 16 시리즈(GeForce 16 series)는 엔비디아가 개발한 튜링 마이크로아키텍처 기반의 그래픽 처리 장치 시리즈이며, 2019년 2월 발표되었다. 지포스 20 시리즈와 동일 시기에 상용화된 16 시리즈는 엔트리 레벨 ~ 미드레인지 시장을 목표로 한다. 그 결과, 미디어는 주로 16 시리즈를 AMD의 라데온 RX 500 시리즈 GPU와 비교했다.
지포스 16 시리즈에는 GTX 1650, 1650 슈퍼, 1660, 1660 슈퍼, 1660 Ti, 그리고 나중에 출시된 저가형 GTX 1630이 포함된다. GTX 1650은 GDDR5 및 GDDR6 버전을 모두 갖춘다.
지포스 20 시리즈와 마찬가지로, 지포스 16 시리즈의 뒤를 이은 것은 지포스 30 시리즈다. 16 시리즈는 하드웨어 가속 실시간 레이 트레이싱을 지원하지 않는 마지막 지포스 시리즈 GPU 세대이며, 따라서 "RTX" 접두사 대신 "GTX"로 마케팅되었다.

## 아키텍처
지포스 16 시리즈는 지포스 20 시리즈에 쓰이는 동일 튜링 아키텍처에 기반을 두며, 20 시리즈에는 들어가있는 텐서(AI), RT (레이 트레이싱) 코어가 제외되어 있다. 그러나 16 시리즈는 정수와 부동소수점 연산을 동시에 실행하기 위해 사용되는 전용 정수(integer) 코어들을 탑재하고 있다. 2019년 3월 18일, 엔비디아는 2019년 4월 드라이버 업데이트를 통해 DirectX 레이트레이싱을 10 시리즈의 특정 카드들과 더불어 GTX 1660부터 16 시리즈 카드에서 사용할 수 있게 할 것이라고 발표하였으며 해당 기능은 해당 시점까지 RTX 시리즈에 예약된 기능이었다.

## 제품
지포스 16 시리즈는 2019년 2월 23일 지포스 GTX 1660 Ti의 발표와 함께 런칭하였다. PCIe 3.0 x16 인터페이스를 사용하여 CPU에 연결하며, TSMC의 12 nm 핀펫 공정으로 제작되었다. 2019년 4월 22일, GTX 1650의 발표와 함께 엔비디아는 GTX 1650 칩셋을 내장한 노트북들을 발표하였다. TU117는 모션 보간 소프트웨어에 유용한 엔비디아 옵티컬 플로우를 지원하지 않는다. 모든 TU117 GPU는 튜링 대신 볼타의 NVENC 인코더를 사용한다(파스칼 대비 미미한 개선).

### 데스크탑
| 모델                   | 런칭             | 첫 출시 가격 (USD) | 암호명    | 트랜지스터 (10억) | 다이 크기 (mm2) | 코어 구성        | L2 캐시 (MB) | 클럭 속도   | 클럭 속도     | 필레이트      | 필레이트        | 메모리    | 메모리          | 메모리 | 메모리        | 처리 전력 (GFLOPS) | 처리 전력 (GFLOPS) | 처리 전력 (GFLOPS) | TDP           |             |               |       |
| 모델                   | 런칭             | 첫 출시 가격 (USD) | 암호명    | 트랜지스터 (10억) | 다이 크기 (mm2) | 코어 구성        | L2 캐시 (MB) | 코어 (MHz)  | 메모리 (GT/s) | 화소 (Gpx/s)  | 텍스처 (Gtex/s) | 크기 (GB) | 대역- 폭 (GB/s) | 유형   | 버스 폭 (bit) | 반 정밀도 (부스트) | 단 정밀도 (부스트) | 배 정밀도 (부스트) | TDP           |             |               |       |
| ---------------------- | ---------------- | ------------------ | --------- | ----------------- | --------------- | ---------------- | ------------ | ----------- | ------------- | ------------- | --------------- | --------- | --------------- | ------ | ------------- | ------------------ | ------------------ | ------------------ | ------------- | ----------- | ------------- | ----- |
| GeForce GTX 1630       | 2022년 6월 28일  | ?                  | TU117-150 | 4.7               | 200             | 512:32:16 8 SM   | 1            | 1740 (1785) | 12.0          | 27.84 (28.56) | 55.68 (57.12)   | 4         | 96              | GDDR6  | 64            | 3564 (3656)        | 1782 (1828)        | 55.68 (57.12)      | 75 W          |             |               |       |
| GeForce GTX 1650       | 2019년 4월 23일  | 149                | TU117-300 | 4.7               | 200             | 896:56:32 14 SM  | 1            | 1485 (1665) | 8.0           | 47.52 (53.28) | 83.16 (93.24)   | 4         | 128             | GDDR5  | 64            | 5322 (5967)        | 2661 (2984)        | 83.16 (93.24)      | 75 W          |             |               |       |
| GeForce GTX 1650       | 2020년 4월 3일   | 149                | TU117-300 | 4.7               | 200             | 896:56:32 14 SM  | 1            | 1410 (1590) | 12.0          | 45.12 (50.88) | 78.96 (89.04)   | 4         | 192             | GDDR6  | 64            | 5053 (5699)        | 2527 (2849)        | 78.96 (89.04)      | 75 W          |             |               |       |
| GeForce GTX 1650       | 2020년 7월 1일   | 149                | TU116-150 | 6.6               | 284             | 896:56:32 14 SM  | 1            | 1410 (1590) | 12.0          | 45.12 (50.88) | 78.96 (89.04)   | 4         | 192             | GDDR6  | 64            | 5053 (5699)        | 2527 (2849)        | 78.96 (89.04)      | 80 W          |             |               |       |
| GeForce GTX 1650       | 2020년 6월 29일  | ?                  | TU106-125 | 10.8              | 445             | 896:56:32 14 SM  | 1            | 1410 (1590) | 12.0          | 45.12 (50.88) | 78.96 (89.04)   | 4         | 192             | GDDR6  | 64            | 5053 (5699)        | 2527 (2849)        | 78.96 (89.04)      | 90 W          |             |               |       |
| GeForce GTX 1650 Super | 2019년 11월 22일 | 159                | TU116-250 | 6.6               | 284             | 1280:80:32 20 SM | 1            | 1530 (1725) | 12.0          | 12.0          | 48.96 (55.20)   | 4         | 192             | GDDR6  | 64            | 122.4 (138.0)      | 7834 (8832)        | 3917 (4416)        | 122.4 (138.0) | 100 W       |               |       |
| GeForce GTX 1660       | 2019년 3월 14일  | 219                | TU116-300 | 6.6               | 284             | 1408:88:48 22 SM | 1.5          | 1530 (1785) | 8.0           | 73.44 (85.68) | 134.6 (157.1)   | 6         | 192             | GDDR5  | 192           | 8617 (10053)       | 4309 (5027)        | 134.6 (157.1)      | 120 W         |             |               |       |
| GeForce GTX 1660 Super | 2019년 10월 29일 | 229                | TU116-300 | 6.6               | 284             | 1408:88:48 22 SM | 1.5          | 1530 (1785) | 14.0          | 73.44 (85.68) | 134.6 (157.1)   | 6         | 336             | GDDR6  | 192           | 8617 (10053)       | 4309 (5027)        | 134.6 (157.1)      | 125 W         |             |               |       |
| GeForce GTX 1660 Ti    | 2019년 2월 22일  | 279                | TU116-400 | 6.6               | 284             | 1536:96:48 24 SM | 1.5          | 1.5         | 1500 (1770)   | 12.0          | 72.00 (84.96)   | 6         | 144.0 (169.9)   | GDDR6  | 192           | 6                  | 288                | 192                | 9216 (10875)  | 4608 (5437) | 144.0 (169.9) | 120 W |

### 노트북
| 모델                               | 런칭            | 암호명                   | 트랜지스터 (10억) | 다이 크기 (mm2) | 코어 구성        | L2 캐시 (MB) | 클럭 속도   | 클럭 속도     | 필레이트      | 필레이트        | 메모리    | 메모리          | 메모리 | 메모리        | 처리 전력 (GFLOPS) | 처리 전력 (GFLOPS) | 처리 전력 (GFLOPS) | TDP  |
| 모델                               | 런칭            | 암호명                   | 트랜지스터 (10억) | 다이 크기 (mm2) | 코어 구성        | L2 캐시 (MB) | 코어 (MHz)  | 메모리 (GT/s) | 화소 (Gpx/s)  | 텍스처 (Gtex/s) | 크기 (GB) | 대역- 폭 (GB/s) | 유형   | 버스 폭 (bit) | 반 정밀도 (부스트) | 단 정밀도 (부스트) | 배 정밀도 (부스트) | TDP  |
| ---------------------------------- | --------------- | ------------------------ | ----------------- | --------------- | ---------------- | ------------ | ----------- | ------------- | ------------- | --------------- | --------- | --------------- | ------ | ------------- | ------------------ | ------------------ | ------------------ | ---- |
| GeForce GTX 1650 Max-Q (노트북)    | 2019년 4월 23일 | TU117-750 (N18P-G0-MP)   | 4.7               | 200             | 1024:64:32 16 SM | 1            | 1020 (1245) | 8.0           | 32.64 (39.84) | 65.28 (79.68)   | 4         | 128             | GDDR5  | 128           | 4178 (5100)        | 2089 (2550)        | 65.28 (79.68)      | 35 W |
| GeForce GTX 1650 Max-Q (노트북)    | 2020년 4월 15일 | TU117-753 (N18P-G61-MP2) | 4.7               | 200             | 1024:64:32 16 SM | 1            | 930 (1125)  | 12.0          | 29.76 (36.00) | 59.52 (72.00)   | 4         | 192             | GDDR6  | 128           | 3809 (4608)        | 1905 (2304)        | 59.52 (72.00)      | 30 W |
| GeForce GTX 1650 (노트북)          | 2019년 4월 23일 | TU117-750 (N18P-G0-MP)   | 4.7               | 200             | 1024:64:32 16 SM | 1            | 1395 (1560) | 8.0           | 44.64 (49.92) | 89.28 (99.84)   | 4         | 128             | GDDR5  | 128           | 5714 (6390)        | 2857 (3195)        | 89.28 (99.84)      | 50 W |
| GeForce GTX 1650 (노트북)          | 2020년 4월 15일 | TU117-753 (N18P-G61-MP2) | 4.7               | 200             | 1024:64:32 16 SM | 1            | 1380 (1515) | 12.0          | 44.16 (48.48) | 88.32 (96.96)   | 4         | 192             | GDDR6  | 128           | 5653 (6205)        | 2826 (3103)        | 88.32 (96.96)      | 50 W |
| GeForce GTX 1650 Ti Max-Q (노트북) | 2020년 4월 2일  | TU117-775 (N18P-G62)     | 4.7               | 200             | 1024:64:32 16 SM | 1            | 1035 (1200) | 12.0          | 33.12 (38.40) | 66.24 (76.80)   | 4         | 192             | GDDR6  | 128           | 4239 (4915)        | 2120 (2458)        | 66.24 (76.80)      | 35 W |
| GeForce GTX 1650 Ti (노트북)       | 2020년 4월 2일  | TU117-775 (N18P-G62)     | 4.7               | 200             | 1024:64:32 16 SM | 1            | 1350 (1485) | 12.0          | 43.20 (47.52) | 86.40 (95.04)   | 4         | 192             | GDDR6  | 128           | 5530 (6083)        | 2765 (3041)        | 86.40 (95.04)      | 55 W |
| GeForce GTX 1660 Ti Max-Q (노트북) | 2019년 4월 23일 | TU116-750 (N18E-G0)      | 6.6               | 284             | 1536:96:48 24 SM | 1.5          | 1140 (1335) | 12.0          | 54.72 (64.08) | 109.4 (128.2)   | 6         | 288             | GDDR6  | 192           | 7004 (8202)        | 3502 (4101)        | 109.4 (128.2)      | 60 W |
| GeForce GTX 1660 Ti (노트북)       | 2019년 4월 23일 | TU116-750 (N18E-G0)      | 6.6               | 284             | 1536:96:48 24 SM | 1.5          | 1455 (1590) | 12.0          | 69.84 (76.32) | 139.7 (152.6)   | 6         | 288             | GDDR6  | 192           | 8940 (9769)        | 4470 (4884)        | 139.7 (152.6)      | 80 W |

1. ↑  OpenCL 3.0에서 OpenCL 1.2 기능은 필수 기본 사양이 되었으며, 모든 OpenCL 2.x 및 OpenCL 3.0 기능은 선택 사항이 되었다.
2. 1 2  셰이더 프로세서: 텍스처 매핑 유닛: 렌더 출력 장치, 스트리밍 멀티프로세서(SM)
3. 1 2  코어 부스트 값(사용 가능한 경우)은 기본 값 아래 대괄호 안에 표기된다.
4. 1 2  픽셀 필레이트는 ROP 수에 기본(또는 부스트) 코어 클럭 속도를 곱하여 계산된다.
5. 1 2  텍스처 필레이트는 TMU 수에 기본(또는 부스트) 코어 클럭 속도를 곱하여 계산된다.

## 평가

### GTX 1630
2022년 6월 출시 이후, GTX 1630은 부정적인 평가를 받았다. 톰스 하드웨어의 Jared Walton은 가격에 대해 별 2개로 비판했는데, 특히 대부분의 16 시리즈 출시 3년 후 출시되었음에도 불구하고 GTX 1050보다만 성능이 뛰어났기 때문이다. Walton은 "GTX 1630의 유일한 실제 경쟁자는 AMD가 최근 출시한 라데온 RX 6400이지만, 이 새로운 엔비디아 카드는 실제로 부진한 6400을 좋게 보이게 만든다"고 썼다. 그는 "누구도 GTX 1630에 시간을 낭비해서는 안 되며" 대신 비슷한 가격에 훨씬 개선된 사양과 성능을 제공하는 GTX 1650 및 1650 슈퍼를 추천했다. TechSpot은 GTX 1630의 사양을 2019년 4월 출시된 "3년 된 실리콘으로, 당시에는 솔직히 말해서 꽤 형편없었다"는 GTX 1650의 "컷다운 버전"으로 특징지었다. 디지털 트렌드의 Jacob Roach는 2022년 출시된 GTX 1630이 2016년 출시된 AMD의 라데온 RX 470보다 성능이 떨어졌다는 점에 주목했다.

### GTX 1650
톰스 하드웨어는 GTX 1650을 비판하며 RX 570 8GB 버전이 "더 빠르고 저렴하며 많은 메모리가 필요한 게임을 더 잘 처리할 수 있다"고 지적했다.
포브스는 GTX 1650을 "초소형 저전력 게이밍 PC에 매력적인 선택"이라고 묘사했다. 그러나 "가치와 가격 대비 성능 면에서는 AMD의 RX 570이 전반적으로 명확한 선택"이라고 덧붙였다.

### GTX 1650 Super
PC 게이머는 GTX 1650 Super를 기존 1650 대비 "망설일 이유가 없는 선택"이자 "매우 쉽게 추천할 수 있는 제품"이라고 묘사했다. 가격이 10달러만 더 비싸고 "꾸준히 30% 더 빠르기 때문"이다. 그러나 그들은 적은 VRAM 용량(4GB)을 비판하며, PCIe 전원 케이블을 사용할 수 없는 PC 사용자는 Super 버전의 전력 소비량(100W vs 75W)이 더 높기 때문에 "일반 1650에 머물러야 한다"고 지적했다. 전반적으로 "가성비가 뛰어나며", 현재 "최고의 저가 그래픽 카드로 평가받고 있다". VRAM이 제한 요소가 아닐 때는 RX 580보다 꾸준히 빠르고 RX 590에 근접한다.
독일 IT 온라인 매거진 ComputerBase에 따르면, GTX 1650 Super는 "GeForce GTX 1060보다 빠르며 [...] AMD 라데온 RX 590과 비슷한 FPS를 제공한다"고 한다. 그들은 GTX 1650 Super의 가격을 칭찬했지만, 적은 VRAM 용량을 비판하며 "요즘에는 이 가격대에서도 4GB 메모리는 너무 적다"고 주장했다.

### GTX 1660 Super
PC 게이머는 GTX 1660 Super가 "1660 Ti를 거의 불필요하게 만든다"고 평가했으며, "동일 가격대에서 AMD가 현재 제공하는 어떤 제품보다 뛰어나다(RX 590보다 약 20% 빠르다)"고 지적했다.

## 같이 보기
- 지포스 10 시리즈
- 지포스 20 시리즈
- 지포스 30 시리즈
- 지포스 40 시리즈
- 지포스 50 시리즈
- 엔비디아 쿼드로
- 엔비디아 테슬라
- 엔비디아 그래픽 처리 장치 목록